# Morrisville (Misuri)
Morrisville es un pueblo ubicado en el condado de Polk en el estado estadounidense de Misuri. En el Censo de 2010 tenía una población de 388 habitantes y una densidad poblacional de 232,98 personas por km².

## Geografía
Morrisville se encuentra ubicado en las coordenadas 37°28′39″N 93°25′50″O / 37.47750, -93.43056. Según la Oficina del Censo de los Estados Unidos, Morrisville tiene una superficie total de 1.67 km², de la cual 1.66 km² corresponden a tierra firme y (0.31%) 0.01 km² es agua.

## Demografía
Según el censo de 2010, había 388 personas residiendo en Morrisville. La densidad de población era de 232,98 hab./km². De los 388 habitantes, Morrisville estaba compuesto por el 94.33% blancos, el 1.03% eran afroamericanos, el 0.77% eran amerindios, el 0% eran asiáticos, el 0% eran isleños del Pacífico, el 0.26% eran de otras razas y el 3.61% pertenecían a dos o más razas. Del total de la población el 1.8% eran hispanos o latinos de cualquier raza.